# Schmiedebruch (Petershagen)
Koordinaten: 52° 29′ 12″ N, 9° 6′ 29″ O
Das Naturschutzgebiet Schmiedebruch ist  34,5 ha groß und liegt nördlich des Stadtteiles Wasserstraße der Stadt Petershagen. Es wird mit der Nummer MI-029 geführt. Nördlich des Schmiedebruches grenzt unmittelbar ein niedersächsisches Naturschutzgebiet an, das ebenfalls den Namen Schmiedebruch trägt.

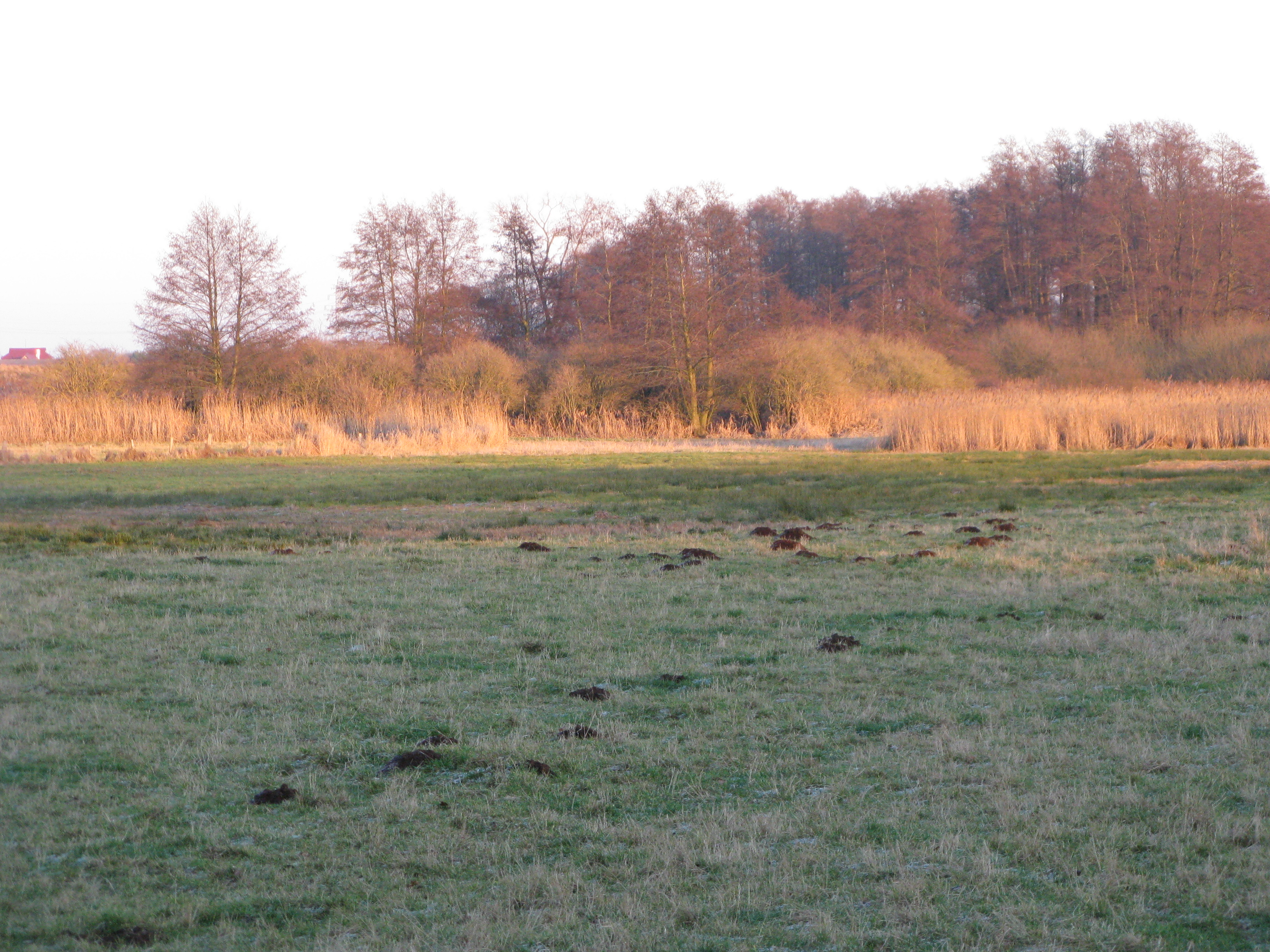
Schmiedebruch

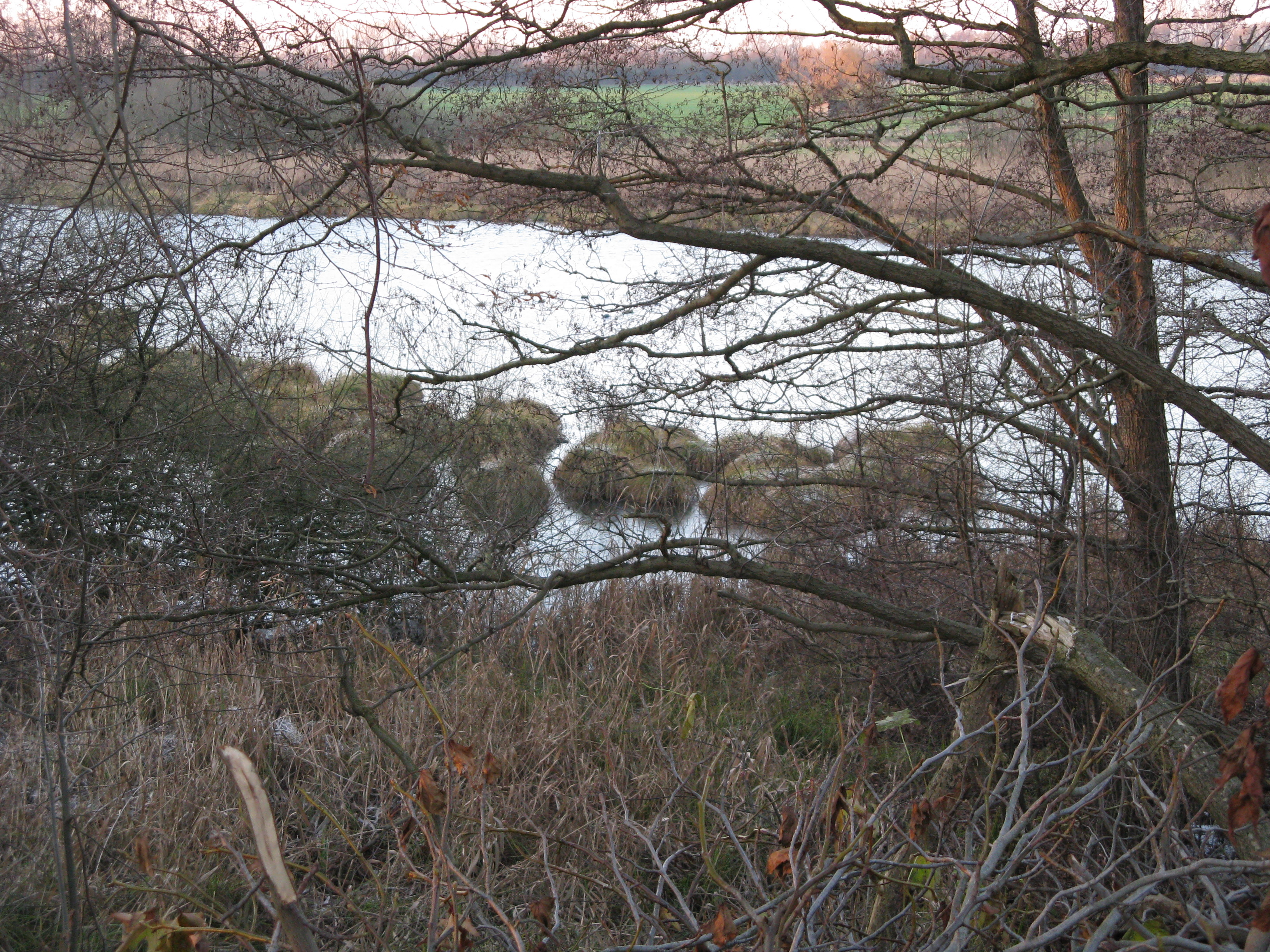
Seggen im Bollsee

Das Naturschutzgebiet liegt im Naturraum des mittleren Wesertales. Der Bollsee, als Rest einer ehemaligen Flussschlinge der Weser, bildet die südliche Grenze des Gebietes. Ausgedehnte Schilfröhrichte und Großseggenrieden sowie angrenzende Erlenbruchwäldern prägen diesen Teil des Schmiedebruches.
Nach Norden hin schließen sich Weiden und Wiesen an. Die offene Niederungslandschaft ist durch verschiedenste Kleingewässer, Blänken, Brachen und Röhrichte angereichert. Zwei kleine Bäche, der Rottbach und der an der östlichen Gebietsgrenze verlaufende Renngraben, der zugleich die Landesgrenze zu Niedersachsen darstellt, bereichern als Fließgewässer das Biotop. Das Gebiet hat aufgrund seiner naturräumlichen Lage in der Weserniederung eine besondere Bedeutung für seltene und gefährdete Wasser-, Wiesen- und Singvögel sowie für zahlreiche standorttypische und gefährdete Pflanzenarten. Etliche Brutvogelarten der Roten-Liste-NRW, wie z. B. der Zwergtaucher oder der Teichrohrsänger, kommen hier vor.